# Guillaume de Poitiers (Gouverneur)

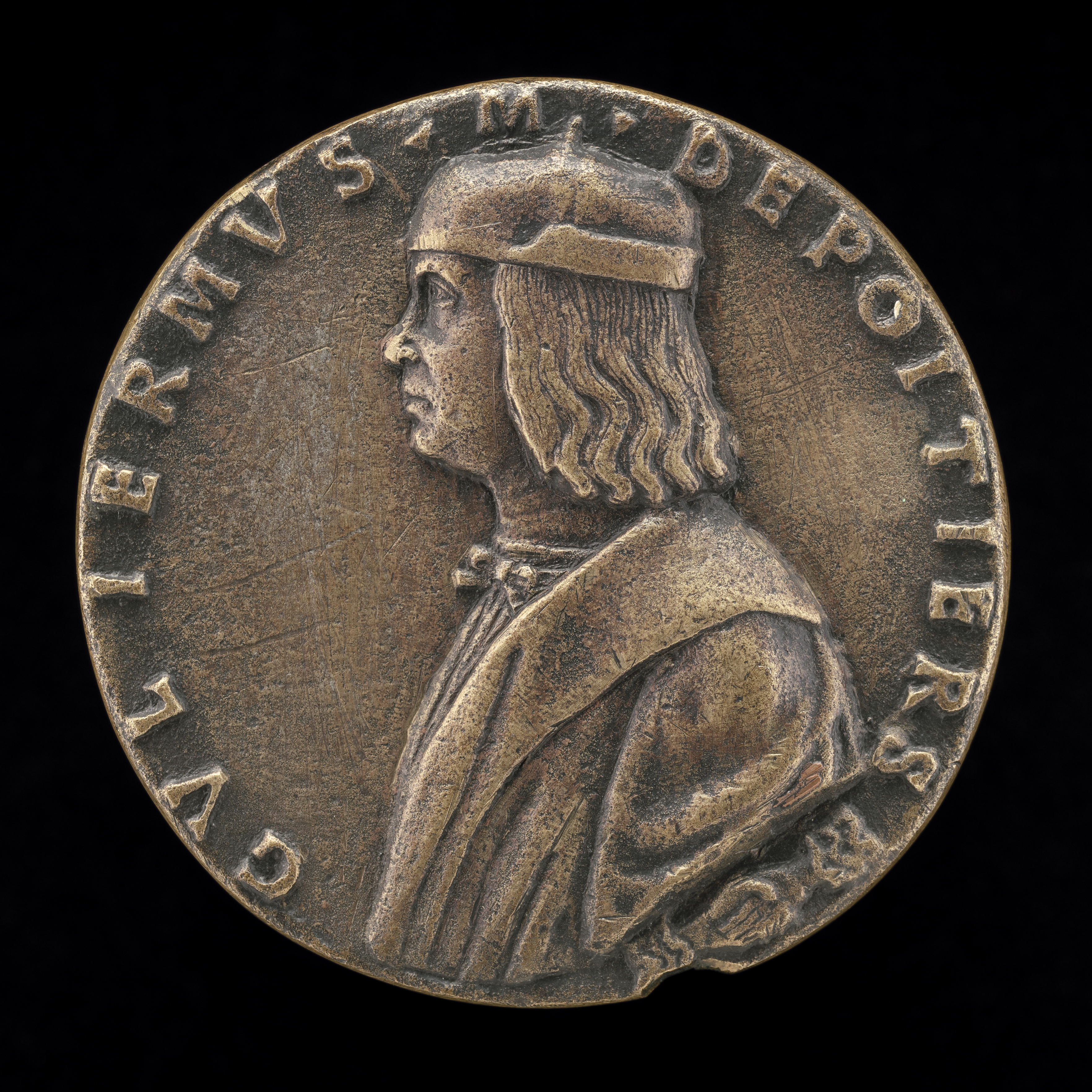
Guillaume de Poitiers

Guillaume de Poitiers (* wohl 1454/55; † 2. Juni 1503 in Lyon) war ein französischer Adliger, Militär und Beamter, der zwei  Mal das Amt des Gouverneurs von Paris übernahm.

## Leben
Guillaume de Poitiers war der jüngere Sohn von Charles II. de Poitiers († 1455), Seigneur de Saint-Vallier, de Clérieux, de Chalencon etc., Gouverneur der Provence, und Anne de Montlaur († vor 1436), Baronne d’Arlempdes, Dame de Vielprat; er wurde kurz vor dem Tod seines Vaters geboren. Sein älterer Bruder war Aymar de Poitiers († nach 1510), Seigneur de Saint-Vallier etc., Titular-Marchese di Cotrone, der in erster Ehe mit einer unehelichen Tochter des Königs Ludwig XI. mit Marguerite de Sassenage verheiratet war.
Guillaume wurde Seigneur de Clérieux, Marquis de Mipont und Arton, und gleichzeitig mit seinem Bruder Titular-Marchese di Cotrone. Er wurde Rat und Kammerherr in königlichen Diensten, 1478 ernannte ihn Ludwig XI. zum Gouverneur von Paris (er leistete seinen Eid am 30. November 1478), dies aber nur bis spätestens 1483, da in diesem Jahr nicht nur Ludwigs XI. starb und Karl VIII. den Thron bestieg, sondern das Amt auch von Ludwig von Orleáns übernommen wurde. Von Ludwig XI. hatte er Bais-sur-Bais erhalten, das Karl VIII. ihm gegen einen Pension von 4000 Livre wieder wegnahm; ebenso wie die Capitainerie von Montlhéry
Karl VIII. sandte ihn auf diplomatische Mission nach Spanien und Schottland und gab ihm danach La Roche-de-Glun und Beaumont-Monteux. Am 2. Juni 1496 ernannte er ihn erneut zum Lieutenant du Roi et Gouverneur de Paris; wie lange er die Aufgabe diesmal wahrnahm, ist nicht bekannt. In den Jahren 1500 bis 1502 übte er das Amt des Bailli von Rouen aus.
Guillaume de Poitiers blieb ledig, hatte aber einen außerehelichen Sohn von einer unbekannten Frau, Claude de Poitiers († 13. August 1546), der 1506 Abt von Montmajour und 1522 Abt von Saint-Wandrille wurde.